# Cetty
Cetty – wieś w Polsce położona w województwie kujawsko-pomorskim, w powiecie włocławskim, w gminie Chodecz. We wsi znajduje się kościół i parafia pw. Matki Boskiej Częstochowskiej.
| SIMC    | Nazwa           | Rodzaj    |
| ------- | --------------- | --------- |
| 1033533 | Błota           | część wsi |
| 1033757 | Nerki Cetowskie | część wsi |

W XV wieku należała do rodu Pomianów. W latach 1954–1961 wieś należała i była siedzibą władz gromady Cetty, po jej zniesieniu w gromadzie Chodeczek. W latach 1975–1998 miejscowość administracyjnie należała do województwa włocławskiego.
Według Narodowego Spisu Powszechnego (III 2011 r.) liczyła 111 mieszkańców. Jest czternastą co do wielkości miejscowością gminy Chodecz.